# برج تجارت جهانی ووهان
برج تجارت جهانی ووهان (انگلیسی: Wuhan World Trade Tower) ساختمان اداری ۶۰ طبقه مستقر در شهر ووهان، چین است، که در سال ۱۹۹۸ احداث گردید.